# The Art of Kissing
Pour plus de détails, voir Fiche technique et Distribution.
The Art of Kissing (L'art du baiser) est une trilogie américaine de vidéofilms érotiques produite par les studios VivThomas entre les années 2005 et 2008. Elle est proposée en 2008 aux AVN Awards dans la catégorie Best All-Girl Release. Le titre est également abrégé en A2K. Monica Sweet, sous le nom de Jo, est la seule actrice à avoir participé aux trois volets de la série.
En 2017, les studios VivThomas produisent une suite composée de 4 films et intitulée The Art of Kissing Revisited.

## The Art of Kissing 1, 2 & 3
Parfois, la meilleure chose à propos d'un couple de filles, c'est le baiser. Doux ou passionné, entièrement vêtues ou nues, à partir de gros plans ou de plans complet du corps, la trilogie exploite le sujet sous toutes ses coutures. C'est une apologie du désir lesbien.
Fiche technique n° 1
- Titre : The Art of Kissing
- Réalisateur : Viv Thomas
- Scénario : Viv Thomas
- Format : Couleurs
- Son : Stéréo
- Durée : 127 minutes
- Pays :  États-Unis
- Date de sortie : 2 juin 2005  États-Unis

Distribution n° 1
- scène 1 : Eve Angel et Peaches
- scène 2 : Cameron Cruz et Sandra Shine
- scène 3 : Monica Sweet et Sylvia Laurent
- scène 4 : Jamie Hunger et Dana Kelly
- scène 5 : Judith Fox et Kylie

Fiche technique n° 2
- Titre : The Art of Kissing 2
- Réalisateur : Viv Thomas
- Scénario : Viv Thomas
- Format : Couleurs
- Son : Stéréo
- Durée : 131 minutes
- Pays :  États-Unis
- Date de sortie : 10 juillet 2006  États-Unis

Distribution n° 2
- scène 1 : Eve Angel et Cameron Cruz
- scène 2 : Monica Sweet et Penny Flame
- scène 3 : Evelyn Lory et Silvia Saint
- scène 4 : Nancy Bell et Henrietta Kerez
- scène 5 : Kylie et Silvia Saint

Fiche technique n° 3
- Titre : The Art of Kissing 3
- Réalisateur : Viv Thomas
- Scénario : Viv Thomas
- Format : Couleurs
- Son : Stéréo
- Durée : 181 minutes
- Pays :  États-Unis
- Date de sortie : 7 avril 2008  États-Unis

Distribution n° 3
- scène 1 Piper Fawn et Sylvia Laurent
- scène 2 : Lucie Theodorová et Mya Diamond
- scène 3 : Monica Sweet et Nelly
- scène 4 : Piper Fawn et Suzie Carina
- scène 5 : Mya Diamond et Sylvia Laurent
- scène 6 : Lucie Theodorová et Suzie Carina

## The Art of Kissing Revisited
The Art of Kissing Revisited Episode 1 - Caress
- Réalisateur : Sandra Shine
- Scénario :
- Format : 4K, couleurs
- Son : Stéréo
- Durée : 28 minutes
- Pays :  États-Unis
- Date de sortie : 4 août 2017
- Distribution : Melody Petite et Swabery Baby

The Art of Kissing Revisited Episode 2 - Clinch
- Réalisateur : Sandra Shine
- Scénario :
- Format : 4K, couleurs
- Son : Stéréo
- Durée : 32 minutes
- Pays :  États-Unis
- Date de sortie : 11 août 2017
- Distribution : Cayla Lions et Stella Cox

The Art of Kissing Revisited Episode 3 - Explore
- Réalisateur : Sandra Shine
- Scénario :
- Format : 4K, couleurs
- Son : Stéréo
- Durée : 30 minutes
- Pays :  États-Unis
- Date de sortie : 18 août 2017
- Distribution : Ani Blackfox et Miki Torrez

The Art of Kissing Revisited Episode 4 - Surprise
- Réalisateur : Sandra Shine
- Scénario :
- Format : 4K, couleurs
- Son : Stéréo
- Durée : 26 minutes
- Pays :  États-Unis
- Date de sortie : 25 août 2017
- Distribution : Gina Gerson (ru) et Lovita Fate